# Kristallfilter

Ett kristallfilter på 9 MHz med fyra matchade kristaller. ("kristallstege")

Ett kristallfilter är ett elektroniskt filter som använder kvartskristaller som resonatorer. Kvartskristaller är piezoelektriska, vilket innebär att deras mekaniska egenskaper kan påverka elektroniska kretsar. Kvartskristaller kan särskilt visa mekaniska resonanser med en väldigt hög kvalitetsfaktor (från 10 000 till 100 000 och högre — mycket högre än konventionella resonatorer byggda av spolar och kondensatorer). Kristallens stabilitet och höga kvalitetsfaktor tillåter kristallfilter att ha precisa centerfrekvenser och branta bandpassegenskaper. Typisk kristallfilterförsvagning i bandpasset är ungefär 2-3 Decibel. Kristallfilter används ofta i telekommunikationsapparater som radiomottagare.
Ett kristallfilter hittas väldigt ofta i mellanfrekvensstadierna av högkvalitativa radiomottagare. Billigare enheter kan använda keramiska filter konstruerade av keramiska resonatorer (som också utnyttjar den piezoelektriska effekten), eller stämda LC-kretsar. Användandet av en fastställd mellanfrekvens (MF) tillåter ett kristallfilter att användas då de har mycket precisa fastställda frekvenser. Högkvalitativa MF-filter, kallade kristallstegar, kan konstrueras genom att använda seriesamlade kristaller.
Kristallfilter används mest på frekvenser som 9 MHz eller 10,7 MHz för att ge selektivitet i kommunikationsmottagare, eller på högre frekvenser som roofingfilter i superheterodynmottagare. Kvartskristallens snitt bestämmer dess vibrerande frekvenser, t.ex. det vanliga AT-snittet använt på kristallfilter designade för radiokommunikationer. Kvartskristallens snitt bestämmer också olika temperaturkaraktärsdrag av komponenten, då kvarts har en väldigt hög temperaturstabilitet.
Keramikfilter brukar användas på 10,7 MHz för att ge selektivitet i FM-mottagare, eller på en lägre frekvens (455 kHz) som de andra mellanliggande frekvensfiltren en kommunikationsmottagare. Keramikfilter på 455 kHz kan åstadkomma liknande bandbredder som kristallfilter på 10,7 MHz.
Designkonceptet för kvartskristaller som en filterkomponent etablerades först av Walter Guyton Cady år 1922, men det var mest Walter Masons arbete under det sena 1920-talet och tidiga 1930-talet som testamenterade metoder för att införliva kristaller i LC-gitternätverk. Detta byggde grunden för mycket av processen inom telekommunikation. Kristallfilterdesigner från 1960-talet tillät sanna Tjebysjov, Butterworth, och andra vanliga filterkaraktärsdrag. Kristallfilterdesign fortsatte att förbättras under 1970- och 1980-talet med utvecklingen av flerpoliga monolitiska filter, brett använda idag för att ge IF-selektivitet i kommunikationsmottagare. Kristallfilter kan idag hittas i radiokommunikations-, telekommunikations-, signalgenererande, och GPS-apparater.